# 格哈德·伯策伦
格哈德·伯策伦（德語：Gerhard Boetzelen，1906年1月7日—1995年2月27日），德国男子赛艇运动员。他曾代表德国参加1932年夏季奥林匹克运动会赛艇比赛，搭档赫伯特·布茨获得男子双人双桨银牌。